# Sääksjärvi (sjö, lat 63,35, long 24,78)
Sääksjärvi är en sjö i Finland. Den ligger i kommunen Lestijärvi i landskapet Mellersta Österbotten, i den centrala delen av landet, 400 km norr om huvudstaden Helsingfors. Sääksjärvi ligger 162,4 meter över havet. I omgivningarna runt Sääksjärvi växer i huvudsak blandskog. Den är 2,5 meter djup. Arean är 70,6 hektar och strandlinjen är 4,33 kilometer lång. Sjön  ingår i Lesti å huvudavrinningsområde. 